# Cyaniris dilectissima
Cyaniris dilectissima är en fjärilsart som beskrevs av Druce 1895. Cyaniris dilectissima ingår i släktet Cyaniris och familjen juvelvingar. Inga underarter finns listade i Catalogue of Life.